# Antoinette Rose
Antoinette Rose var en kvinna som anklagades för häxeri i hertigdömet Savoyen. Hennes bekännelse från år 1477 är kanske den tidigaste beskrivningen av en häxsabbat i Europa, och blev i stora drag typisk för den bekännelse som avtvingades personer åtalade för häxeri i Europa från slutet av 1400-talet och för två sekel framåt. 
Antoinette anklagades för att ha dödat dottern till Louis Fabre, som hon var skyldig pengar, genom att smörja in flickan med en salva på giftiga djur hon fått av Djävulen, för att ha dödat Pierre Jacquemonds kor med ett djävulspulver (som också kunde användas för att sprida sjukdom eller oväder över ett område) och förhäxat Pierre Girards kor som betat på hennes ängar.  
Under tortyr avgav hon sitt vittnesmål. En helg år 1466 gick hon från Villars-Chabod i Savoyen till mässan i staden Puys i Haute-Loire. Hon var förtvivlad efter att ha förlorat sin jord. På vägen hem mötte hon Masset Garin, som lovade henne att sammanföra henne med en man som kunde ge henne kapitalet att köpa tillbaka sin gård om hon följde med honom någonstans samma kväll. 
Då kvällen kom lämnade hon sin man hemma och följde Masset till en plats där män och kvinnor dansade rygg mot rygg och han presenterade henne för en djävul som hette Robinet skepnad av en svart man. Robinet sade:"Se din mästare, som du måste underkasta dig om du ska få din önskan uppfylld". Hon frågade då Masset vad det var meningen att hon skulle svara på det; han svarade att hon skulle avsvära sig Gud, kristendomen och Jungfru Maria, och hon gjorde då detta, betygade Djävulen sin lydnad, kysste hans fot, gav honom skatt och fick ett märke på sitt vänstra lillfinger. Hon lovade att döda pojkar yngre än fyra år, hindra äktenskaplig sexualitet, hämnas andra medlemmar av sekten genom magi och komma så fort hon kallades.    
Robinet gav henne en käpp och en salva av fett på småbarn att smörja in den med som hon sedan flög med till häxmötet, där män och kvinnor dansade, drack och åt kött på småbarn och hyllade Satan som de kysste i anus skepnad av en svart hund i skenet av gröna ljus. Sedan ropade Djävulen "Meclet, Meclet!", varpå de alla låg med varandra, oavsett kön och släktskap, (Antoinette med Masset) innan de reste hem igen.
Detta är kanske den första beskrivningen av en häxsabbat, men detta var strax före häxprocessernas tid: mötet kallades inte häxsabbat utan en 
"synagoga", och deltagarna kallades inte för häxor utan för kättare.  
Antoinette Rose bad i oktober 1477 offentligt om nåd och gjorde avbön för det häxeri hon hade bekänt sig skyldig till.   